# Stanisławów (jurydyka)
Stanisławów, także Stanisławowszczyzna – królewska jurydyka założona w 1768 roku w pobliżu Starej Warszawy przez Stanisława Augusta Poniatowskiego. Istniała do 1784 roku.

## Opis
W 1765 roku Stanisław August Poniatowski nabył od Sułkowskich Pałac Kazimierzowski, który następnie odstąpił Skarbowi Państwa z przeznaczeniem na Szkołę Rycerską. Część nieruchomości Sułkowskich znajdującą się na Powiślu, która stanowiła gospodarcze zaplecze pałacu, zatrzymał dla siebie. W 1768 roku założył tam jurydykę, której nazwa nawiązywała do jego imienia. Zajmowała ona teren między ulicami: Leszczyńską, Dobrą, Wiślaną i Browarną.
W jurydyce działały duży murowany browar i cegielnia. Mieszkała w niej głównie niezamożna ludność, w tym żydowska.
W 1781 roku jurydyka została połączona administracyjnie z jurydyką Mariensztat. W 1784 roku obie jurydyki zostały przekazane przez Stanisława Augusta Poniatowskiego magistratowi Starej Warszawy w zamian za przylegające do Łazienek miejskie tereny na Solcu.